# 1955 McMath
1955 McMath là một tiểu hành tinh được phát hiện tại ở Đài thiên văn Goethe Link gần Brooklyn, Indiana bởi Chương trình tiểu hành tinh Indiana. 1955 McMath được phát hiện ngày 22 tháng 9 năm 1963 bởi F. K. Edmondson.